# Jean-François Sirinelli
Jean-François Sirinelli (Parigi, 11 giugno 1949) è uno storico francese, specializzato nella storia politica e culturale del XX secolo.
È docente all'Istituto di studi politici di Parigi e direttore del Centre d'histoire de Sciences Po. Ha diretto l'opera collettiva L'Histoire des droites en France.
È uno dei principali rappresentanti del lato "politico" della storia culturale francese, che sviluppa attraverso le sue opere sulla storia intellettuale e la cultura di massa, in particolare degli anni sessanta.

## Biografia
Figlio di Jean Sirinelli, professore universitario di letteratura greca classica, Jean-François ha conseguito la laurea e l'abilitazione all'insegnamento in storia.
Nel '75, è entrato a far parte del Centro di analisi comparata dei Sistemi Politici dell'Università di Parigi I Panthéon-Sorbonne. Parallelamente, ha studiato con Jean-Jacques Becker e René Rémond all'Università di Parigi X Nanterre. A febbraio del 1974 iniziò il ottorato sotto la direzione di Rémond, con una dissertazione intitolata Khagneux et normaliens des années vingt. Histoire politique d’une génération d’intellectuels (1919-1945), discussa nell' '85 e pubblicata tra anni dopo dall'editore Fayard. Nel '79 era già stato nominato assistente di storia contemporanea.
Dall' '87 al '98 ha insegnato storia contemporanea all'Università di Lille III Charles-de-Gaull, nonché all'Istituto per gli studi francesi dalla New York University.

Nel '98, è divenuto professore di storia politica e culturale del XX secolo all'Istituto di studi politici di Parigi. Nel 2000, è succeduto a Pierre Milza nella direzione del Centro storico d'Europa del XX secolo (CHEVS), ridenominato Centre d'histoire de Sciences Po.
Varie sue opere hanno gettato luce sulle relazioni e gli impegni del mondo intellettuale francese, come nel caso della biografia incrociata Deux intellectuels dans le siècl, che descrive il rapporto tra le vite di Jean-Paul Sartre e Raymond Aron.

In particolare, ha studiato il tema della generazione, la Francia degli anni '60 e i baby boomer, l'epistemologia della storia culturale e la storia contemporanea.
È stato presidente del Commitato francese per le scienze storiche, vicepresidente dell'Associazione per lo sviluppo storico-culturale, condirettore della Revue historique e della collezione Le Nœud gordien presso Presses universitaires de France.

## Riconoscimenti
- 1989: Prix Gobert, dell'Académie française, per il libro Génération intellectuelle
- 1989: Premio Maurice-Baumont, dell'Académie des sciences morales et politiques, per il libro Génération intellectuelle.